# Microsoft BASIC
Microsoft BASIC — диалект языка Бейсик, разработанный Microsoft в 1975 году (в качестве программного продукта Altair BASIC для любительского компьютера Altair 8800). С конца 1970-х по середины 1980-х лицензия на Microsoft BASIC был была получена множеством производителей компьютеров и он был портирован практически на все платформы домашних компьютеров (начиная с Apple II и заканчивая японскими NEC PC-9800).

## История
Altair BASIC была разработана основателями Microsoft Полом Алленом и Биллом Гейтсом при помощью самодельного эмулятора Intel 8080, написанного для PDP-10. Диалект напоминал BASIC-PLUS для PDP-11 от DEC, с которым Гейтс был знаком. Первая версия поддерживала только целочисленные операции, позднее нанятый Microsoft Монте Давидофф реализовал библиотеку для работы с числами с плавающей запятой. Оригинальный Altair BASIC распространялся на перфолентах и занимал 4 КБайт ОЗУ. Позднее компания выпустила 8- и 12-килобайтные версии интерпретатора, имевшие более богатый функционал, например, возможность работы со строками, поддержка 64-битных переменных, пользовательских функций и расширенная обработка ошибок.
Расширенная версия для 8 Кбайт стала основой для BASIC-80 для архитектур 8080/85 и Zilog Z80, после чего была портирована для BASIC-68 (Motorola 6800), BASIC-69 (Motorola 6809) и 6502-BASIC (MOS Technology 6502). Последний в расширенной версии занимал уже 9 КБайт и мог использовать промежуточный 40-битный формат представления чисел с плавающей запятой, распространённый для процессоров 6502. Эта версия стала основой для 16-битного BASIC-86 (Intel 8086/88).
Базовый набор команд и синтаксис был един для всех реализаций Microsoft BASIC, и строго говоря, программа, написанная без использования специфичных для платформы возможностей, могла запускаться на любой версии интерпретатора для любой платформы.
После успеха Altair BASIC Microsoft сделала этот продукт основой для лицензирования производителям компьютеров, желающим предоставить поддержку Бейсика своим пользователям. По сравнению с Altair 8800, который мог продаваться отдельно от компьютера, поставлявшийся для платформы диалект встраивался сразу в ПЗУ, отчасти выполняя роль рудиментарной операционной системы. Популярность Бейсика была столь велика, что побудила многих ИТ-гигантов, таких, как IBM и Atari Inc., приобрести лицензию на продукт и выпускать его под собственным именем. Лицензирование не было эксклюзивным для каждой платформы: например, лицензировав IBM код для интерпретатора IBM Advanced BASIC, Microsoft также предоставляла лицензии совместимого GW-BASIC для производителей клонов IBM PC, а также продавала продукт напрямую пользователям. Подобным образом компания лицензировала совместимый с Applesoft BASIC интерпретатор для VTech для клона Apple II.